# Silvana Fioresi
Silvana Fioresi, nome d'arte di Silvana La Rosa (Genova, 11 ottobre 1920 – Milano, 10 agosto 2002), è stata una cantante italiana.

## Biografia
Nacque in una famiglia di musicisti: nipote del direttore d'orchestra Armando La Rosa Parodi e figlia del violinista Antonio La Rosa (per lunghi anni nell'orchestra di Pippo Barzizza) e di un'arpista, a nove anni emigrò con la famiglia in El Salvador (dove il padre era stato nominato direttore del Conservatorio Nazionale); proprio in quel paese debuttò come cantante, incidendo ancora bambina alcuni dischi di canzoni per bambini in spagnolo.
Tornata in Italia, si diplomò in pianoforte al Conservatorio di Torino ed entrò alla Radio vincendo, con il brano Besame, un concorso indetto dall'EIAR nel 1939. Soprannominata  "l'usignuolo della radio", grazie alla sua voce delicata e squillante, lavorò con le orchestre di Barzizza, Angelini e Kramer. Divenne una celebrità radiofonica. Tra i suoi successi si ricordano L'uccellino della radio (1940, di Nizza, Morbelli e Filippini), Chiesetta alpina (1940), con Oscar Carboni, e Pippo non lo sa, con il Trio Lescano (1940, di Kramer, Panzeri e Rastelli).
Specializzatasi nei duetti, soprattutto con Ernesto Bonino, vide confermato il suo talento di interprete da altri successi come Il pinguino innamorato (1941, con il Trio Lescano), Il valzer degli ambulanti (1941), Rosabella del Molise (1942) e Il valzer di ogni bambina (1943).
Nel dopoguerra ottenne un unico grande successo con Il mio nome è donna (1946), anche perché due anni dopo, il 17 giugno 1948, mentre stava partecipando a un programma radiofonico nella sede della Rai di Roma (insieme ad altri cantanti, tra cui Claudio Villa), fu vittima di un incidente: un'esplosione dell'impianto dell'aria condizionata causò un incendio lasciando molti ustionati e intossicati dai gas ammoniacali, tra i quali la stessa Fioresi .
L'esposizione ai gas sembrava aver compromesso definitivamente le sue corde vocali ma la cantante decise di sottoporsi a una lunga e faticosa terapia di rieducazione fonetica. Un anno dopo riuscì a recuperare quasi del tutto le doti vocali originarie e riprese la sua attività artistica.
Per tutti gli anni Cinquanta, analogamente ad altri colleghi dell'epoca, Silvana Fioresi svolse gran parte della sua attività all'estero effettuando tournée per gli emigrati italiani in Europa e America, vivendo all'estero per quasi vent'anni.
Tornata in Italia, nel 1971 registrò  (insieme a Dino D'Alba) cinque album antologici dedicato al suo repertorio, pubblicati dalla Rusty Records e intitolati Senza tempo (voll. 1-5). Ognuno di questi album, supervisionati da Maurizio Corgnati, presentava gli arrangiamenti e la direzione di un celebre direttore d'orchestra. I cinque Maestri erano Enzo Ceragioli (per il volume Ribalta per due), Gigi Cichellero (per Bambina innamorata), Cosimo Di Ceglie (per Ricordi... Nella mia barca dei sogni), Angelo Giacomazzi (per Buonanotte mamma) e Augusto Martelli (per Incontro). Tali dischi vennero poi inseriti in un cofanetto.
Alla fine del decennio si ritirò dall'attività musicale e diede vita a un'impresa di costruzioni edili a Milano.
Nel 1984 tornò in televisione nella trasmissione Cari amici vicini e lontani di Renzo Arbore, dove cantò alcuni dei suoi vecchi successi. Sul finire degli anni novanta fu ospite del programma pomeridiano ...e l'Italia racconta di Paolo Limiti, dove rievocò la propria carriera.

## Discografia parziale
Singoli
- 1939 - Piemontesina con Gianni di Palma. Orchestra diretta da Cinico Angelini
- 1939 - Per favore un ritmo/Mi ricordi ancor (Parlophon, GP 93059; Per favore un ritmo con il Trio Lescano e l'orchestra Barzizza. Mi ricordi ancor con l'orchestra Arlandi)
- 1939 - Pippo non lo sa/Baciami (Parlophon, GP 93090; con il Trio Lescano)
- 1939 - La Da Da (Parlophon, GP 93095 con il Trio Lescano)
- 1939 - Destino/Il pinguino innamorato (Parlophon, GP 93112; solo lato B, con il Trio Lescano; lato A cantato da Norma Bruni)
- 1939 - Nel Bazar di Zanzibar con il Trio Lescano. Orchestra diretta da Pippo Barzizza
- 1939 - Carmençita (Cetra IT 852 con Michele Montanari) Orchestra Cetra diretta da Pippo Barzizza
- 1940 - L'orso dello Zoo (Parlophon, GP 93105 B) con il Trio Lescano, Orchestra Cetra diretta da Pippo Barzizza
- 1940 - Pippo non lo sa (Parlophon, GP 93093) con il Trio Lescano. Orchestra Cetra diretta da Pippo Barzizza
- 1940 - La da da(Parlophon, GP 93093) con il Trio Lescano. Orchestra Cetra diretta da Pippo Barzizza
- 1940 - Chi se la prende, muore (Parlophon, GP 93135
- 1940 - Chiesetta Alpina Cetra, DG 4100 con Oscar Carboni
- 1940 - L'uccellino della radio/Addio Juna (Parlophon, GP 93141)
- 1940 - Favole/Ti sogno (Cetra, IT 843)
- 1940 - Canzone a una Triestina (Cetra, IT 988) Con Ernesto Bonino. Orchestra Cetra diretta da Pippo Barzizza
- 1940 - Rosalba (dagli occhi il mar) (Cetra, IT 988) con Michele Montanari. Orchestra Cetra diretta da Pippo Barzizza
- 1939 - Lettere d'amore (lato A). Lato B: Turbamento. Orchestra Cetra
- 1940 - Il mio Amore è un Bersagliere (Cetra, IT 1050). Orchestra Cetra diretta da Pippo Barzizza
- 1940 - Lettere d'amore. Orchestra Cetra diretta da Pippo Barzizza
- 1941 - Il Valzer degli Ambulanti (Cetra, DC 4081) con Ernesto Bonino, Orchestra Cetra diretta da Pippo Barzizza
- 1941 - Cerco una cosa molto rara (Cetra, IT 879; con il Michele Montanari)
- 1941 - Baciami con il Trio Lescano. Orchestra diretta da Pippo Barzizza
- 1941 - La Pupa della Nonna con Lina Termini
- 1942 - C'è un fantasma nel castello con il Trio Aurora (Cetra DD 10044), orchestra diretta da Pippo Barzizza, dal film omonimo
- 1942 - Il pesce e l'uccellino con il Trio Lescano. Orchestra Cetra diretta dal M. Pippo Barzizza
- 1942 - Genovesina bella/Chiesetta alpina (Cetra, DC 4100; solo lato B, con Oscar Carboni; lato A cantato da Ernesto Bonino e il Trio Aurora)
- 1942 - La Pupa della Nonna/? (Cetra, IT 1100 Orchestra Cetra)
- 1942 - Il cielo dell'Ungheria/? Cetra, Orchestra Cetra diretta da Pippo Barzizza
- 1942 - Bionda, mia bella Bionda con Ernesto Bonino
- 1942 - Rosabella del Molise con Ernesto Bonino. Orchestra Cetra diretta da Pippo Barzizza
- 1943 - Il Valzer di ogni Bambina con Ernesto Bonino
- 1943 - Ti comprerò l'armonica con Ernesto Bonino
- 1946 - Il mio nome è donna
- 1963 - Giovanni e il cow-boy/La piccinina (Combo Record, 347)

Album in studio
- 1971 - Cocktail (Insieme a Dino D'Alba) (Rusty Records)
- 1971 - Buona notte mamma (Insieme a Dino D'Alba) (Rusty Records)
- 1975 - Bellezza in bicicletta - Le canzoni che si cantavano (Insieme a Dino D'Alba) (Variety)

Musicassette
- 1982 - Insieme (Con Ugo Marchi) (Sap)